# Brown
Brown je priimek več oseb:
- Alan Ward Brown, britanski general
- Alice Brown (atletinja)
- Dan Brown, pisatelj
- Emile-Louis-Gabriel Brown de Colstoun, francoski general
- Gordon Brown, škotski politik
- Ivor Douglas Brown, britanski general
- John Brown, več oseb
- Reginald Llewellyn Brown, britanski general